# Rzeka Krokodyla
Rzeka Krokodyla (ang. Crocodile River, afr. Krokodilrivier) – rzeka w Południowej Afryce, w północno-wschodniej części kraju, jedna z dwóch rzek źródłowych Limpopo; bywa też uznawana za górny bieg tej rzeki.
Źródło Rzeki Krokodylej znajduje się w paśmie górskim Witwatersrand. Płynie ona w kierunku północno-zachodnim. Na granicy Botswany zbiega się z rzeką Marico, dając początek rzece Limpopo. Rzeka liczy około 250 km długości i jest głównym, zarówno pod względem powierzchni dorzecza (29 600 km²) jak i przepływu, dopływem Limpopo.
Na zachód od Pretorii rzekę przegradza zapora wodna Hartbeespoort, tworząca w tym miejscu zbiornik retencyjny.